# Kelvin Maynard
Kelvin Ruben Maynard (Paramaribo, 1987. május 29. – Amszterdam, 2019. szeptember 18.) suriname-i származású holland labdarúgó.

## Pályafutása
A suriname-i Paramaribóban született Maynard profi labdarúgó pályafutását az Volendam csapatában kezdte. Négy szezont töltött a klubnál. A 2007-2008-as szezonban 35 tétmérkőzésen lépett pályára, csapata pedig feljutott a holland élvonalba. 2008. augusztus 31-én mutatkozott be az Eredivisie-ben egy Heerenveen ellen 3–2-re elvesztett bajnokin. A szezon végén a Volendam 18. lett a tabellán és kiesett a másodosztályba. 
2010 nyarán aláírt a portugál Olhanense csapatához, azonban ott mindössze három Ligakupa-találkozón kapott játéklehetőséget. 2011. július 5-én a magyar élvonalban szereplő Kecskeméti TE igazolta le, ahol nyolc bajnokin kapott szerepet, majd az év végén felbontották a szerződését. Féléves kihagyást követően írt alá az Emmenhez. Ezt követően játszott Belgiumban a Royal Antwerp és Angliában a Burton Albion csapatában. Angliai pályafutásának egy sérülés vetett véget. Ezt követően visszatért hazájába, ahol az alacsonyabb osztályú Spakenburg és az amatőr ligában szereplő Quick Boys játékosa volt.

## Halála
2019. szeptember 18-án Amszterdamban lőtték le.